# Llista d'asteroides/103401–103500
| Nom                   | Designació provisional | Data de descobriment | Lloc de descobriment | Descobridor/s          |
| --------------------- | ---------------------- | -------------------- | -------------------- | ---------------------- |
| 103401 -              | 2000 AW130             | 6 de gener, 2000     | Socorro              | LINEAR                 |
| 103402 -              | 2000 AA132             | 3 de gener, 2000     | Socorro              | LINEAR                 |
| 103403 -              | 2000 AG132             | 3 de gener, 2000     | Socorro              | LINEAR                 |
| 103404 -              | 2000 AJ134             | 4 de gener, 2000     | Socorro              | LINEAR                 |
| 103405 -              | 2000 AM134             | 4 de gener, 2000     | Socorro              | LINEAR                 |
| 103406 -              | 2000 AX135             | 4 de gener, 2000     | Socorro              | LINEAR                 |
| 103407 -              | 2000 AC136             | 4 de gener, 2000     | Socorro              | LINEAR                 |
| 103408 -              | 2000 AK140             | 5 de gener, 2000     | Socorro              | LINEAR                 |
| 103409 -              | 2000 AP140             | 5 de gener, 2000     | Socorro              | LINEAR                 |
| 103410 -              | 2000 AR140             | 5 de gener, 2000     | Socorro              | LINEAR                 |
| 103411 -              | 2000 AR141             | 5 de gener, 2000     | Socorro              | LINEAR                 |
| 103412 -              | 2000 AS142             | 5 de gener, 2000     | Socorro              | LINEAR                 |
| 103413 -              | 2000 AL143             | 5 de gener, 2000     | Socorro              | LINEAR                 |
| 103414 -              | 2000 AX144             | 5 de gener, 2000     | Socorro              | LINEAR                 |
| 103415 -              | 2000 AF146             | 7 de gener, 2000     | Socorro              | LINEAR                 |
| 103416 -              | 2000 AM148             | 7 de gener, 2000     | Socorro              | LINEAR                 |
| 103417 -              | 2000 AL150             | 7 de gener, 2000     | Socorro              | LINEAR                 |
| 103418 -              | 2000 AM150             | 7 de gener, 2000     | Socorro              | LINEAR                 |
| 103419 -              | 2000 AS150             | 8 de gener, 2000     | Socorro              | LINEAR                 |
| 103420 -              | 2000 AX150             | 8 de gener, 2000     | Socorro              | LINEAR                 |
| 103421 Laurmatt       | 2000 AD151             | 6 de gener, 2000     | San Marcello         | L. Tesi, G. Forti      |
| 103422 Laurisirén     | 2000 AG153             | 9 de gener, 2000     | Nyrolä               | Nyrolä                 |
| 103423 -              | 2000 AM153             | 11 de gener, 2000    | Prescott             | P. G. Comba            |
| 103424 -              | 2000 AY155             | 3 de gener, 2000     | Socorro              | LINEAR                 |
| 103425 -              | 2000 AX157             | 3 de gener, 2000     | Socorro              | LINEAR                 |
| 103426 -              | 2000 AC158             | 3 de gener, 2000     | Socorro              | LINEAR                 |
| 103427 -              | 2000 AJ158             | 3 de gener, 2000     | Socorro              | LINEAR                 |
| 103428 -              | 2000 AN158             | 3 de gener, 2000     | Socorro              | LINEAR                 |
| 103429 -              | 2000 AJ159             | 3 de gener, 2000     | Socorro              | LINEAR                 |
| 103430 -              | 2000 AT159             | 3 de gener, 2000     | Socorro              | LINEAR                 |
| 103431 -              | 2000 AY159             | 3 de gener, 2000     | Socorro              | LINEAR                 |
| 103432 -              | 2000 AX160             | 3 de gener, 2000     | Socorro              | LINEAR                 |
| 103433 -              | 2000 AY165             | 8 de gener, 2000     | Socorro              | LINEAR                 |
| 103434 -              | 2000 AQ171             | 7 de gener, 2000     | Socorro              | LINEAR                 |
| 103435 -              | 2000 AO176             | 7 de gener, 2000     | Socorro              | LINEAR                 |
| 103436 -              | 2000 AE179             | 7 de gener, 2000     | Socorro              | LINEAR                 |
| 103437 -              | 2000 AJ181             | 7 de gener, 2000     | Socorro              | LINEAR                 |
| 103438 -              | 2000 AT182             | 7 de gener, 2000     | Socorro              | LINEAR                 |
| 103439 -              | 2000 AK184             | 7 de gener, 2000     | Socorro              | LINEAR                 |
| 103440 -              | 2000 AC187             | 8 de gener, 2000     | Socorro              | LINEAR                 |
| 103441 -              | 2000 AN187             | 8 de gener, 2000     | Socorro              | LINEAR                 |
| 103442 -              | 2000 AO187             | 8 de gener, 2000     | Socorro              | LINEAR                 |
| 103443 -              | 2000 AP188             | 8 de gener, 2000     | Socorro              | LINEAR                 |
| 103444 -              | 2000 AD189             | 8 de gener, 2000     | Socorro              | LINEAR                 |
| 103445 -              | 2000 AJ190             | 8 de gener, 2000     | Socorro              | LINEAR                 |
| 103446 -              | 2000 AS190             | 8 de gener, 2000     | Socorro              | LINEAR                 |
| 103447 -              | 2000 AD191             | 8 de gener, 2000     | Socorro              | LINEAR                 |
| 103448 -              | 2000 AL192             | 8 de gener, 2000     | Socorro              | LINEAR                 |
| 103449 -              | 2000 AM192             | 8 de gener, 2000     | Socorro              | LINEAR                 |
| 103450 -              | 2000 AJ193             | 8 de gener, 2000     | Socorro              | LINEAR                 |
| 103451 -              | 2000 AM193             | 8 de gener, 2000     | Socorro              | LINEAR                 |
| 103452 -              | 2000 AY193             | 8 de gener, 2000     | Socorro              | LINEAR                 |
| 103453 -              | 2000 AU194             | 8 de gener, 2000     | Socorro              | LINEAR                 |
| 103454 -              | 2000 AE196             | 8 de gener, 2000     | Socorro              | LINEAR                 |
| 103455 -              | 2000 AJ196             | 8 de gener, 2000     | Socorro              | LINEAR                 |
| 103456 -              | 2000 AN196             | 8 de gener, 2000     | Socorro              | LINEAR                 |
| 103457 -              | 2000 AO196             | 8 de gener, 2000     | Socorro              | LINEAR                 |
| 103458 -              | 2000 AA199             | 8 de gener, 2000     | Socorro              | LINEAR                 |
| 103459 -              | 2000 AB201             | 9 de gener, 2000     | Socorro              | LINEAR                 |
| 103460 Dieterherrmann | 2000 AC204             | 11 de gener, 2000    | Drebach              | J. Kandler, G. Lehmann |
| 103461 -              | 2000 AX205             | 14 de gener, 2000    | Farpoint             | Farpoint               |
| 103462 -              | 2000 AQ206             | 3 de gener, 2000     | Kitt Peak            | Spacewatch             |
| 103463 -              | 2000 AF207             | 3 de gener, 2000     | Kitt Peak            | Spacewatch             |
| 103464 -              | 2000 AG207             | 3 de gener, 2000     | Kitt Peak            | Spacewatch             |
| 103465 -              | 2000 AB208             | 4 de gener, 2000     | Kitt Peak            | Spacewatch             |
| 103466 -              | 2000 AC209             | 4 de gener, 2000     | Kitt Peak            | Spacewatch             |
| 103467 -              | 2000 AD209             | 4 de gener, 2000     | Kitt Peak            | Spacewatch             |
| 103468 -              | 2000 AX209             | 5 de gener, 2000     | Kitt Peak            | Spacewatch             |
| 103469 -              | 2000 AK211             | 5 de gener, 2000     | Kitt Peak            | Spacewatch             |
| 103470 -              | 2000 AA212             | 5 de gener, 2000     | Kitt Peak            | Spacewatch             |
| 103471 -              | 2000 AF212             | 5 de gener, 2000     | Kitt Peak            | Spacewatch             |
| 103472 -              | 2000 AM212             | 5 de gener, 2000     | Kitt Peak            | Spacewatch             |
| 103473 -              | 2000 AU212             | 6 de gener, 2000     | Kitt Peak            | Spacewatch             |
| 103474 -              | 2000 AN213             | 6 de gener, 2000     | Kitt Peak            | Spacewatch             |
| 103475 -              | 2000 AY214             | 7 de gener, 2000     | Kitt Peak            | Spacewatch             |
| 103476 -              | 2000 AH215             | 7 de gener, 2000     | Kitt Peak            | Spacewatch             |
| 103477 -              | 2000 AA219             | 8 de gener, 2000     | Kitt Peak            | Spacewatch             |
| 103478 -              | 2000 AD219             | 8 de gener, 2000     | Kitt Peak            | Spacewatch             |
| 103479 -              | 2000 AE223             | 9 de gener, 2000     | Kitt Peak            | Spacewatch             |
| 103480 -              | 2000 AS223             | 9 de gener, 2000     | Kitt Peak            | Spacewatch             |
| 103481 -              | 2000 AP224             | 11 de gener, 2000    | Kitt Peak            | Spacewatch             |
| 103482 -              | 2000 AB227             | 10 de gener, 2000    | Kitt Peak            | Spacewatch             |
| 103483 -              | 2000 AJ227             | 10 de gener, 2000    | Kitt Peak            | Spacewatch             |
| 103484 -              | 2000 AR227             | 10 de gener, 2000    | Kitt Peak            | Spacewatch             |
| 103485 -              | 2000 AR231             | 4 de gener, 2000     | Socorro              | LINEAR                 |
| 103486 -              | 2000 AV231             | 4 de gener, 2000     | Socorro              | LINEAR                 |
| 103487 -              | 2000 AC232             | 4 de gener, 2000     | Socorro              | LINEAR                 |
| 103488 -              | 2000 AK232             | 4 de gener, 2000     | Socorro              | LINEAR                 |
| 103489 -              | 2000 AO232             | 4 de gener, 2000     | Socorro              | LINEAR                 |
| 103490 -              | 2000 AA235             | 5 de gener, 2000     | Socorro              | LINEAR                 |
| 103491 -              | 2000 AG236             | 5 de gener, 2000     | Anderson Mesa        | LONEOS                 |
| 103492 -              | 2000 AK236             | 5 de gener, 2000     | Kitt Peak            | Spacewatch             |
| 103493 -              | 2000 AN237             | 5 de gener, 2000     | Anderson Mesa        | LONEOS                 |
| 103494 -              | 2000 AB239             | 6 de gener, 2000     | Socorro              | LINEAR                 |
| 103495 -              | 2000 AJ239             | 6 de gener, 2000     | Socorro              | LINEAR                 |
| 103496 -              | 2000 AR239             | 6 de gener, 2000     | Socorro              | LINEAR                 |
| 103497 -              | 2000 AX240             | 7 de gener, 2000     | Anderson Mesa        | LONEOS                 |
| 103498 -              | 2000 AW243             | 7 de gener, 2000     | Socorro              | LINEAR                 |
| 103499 -              | 2000 AO244             | 8 de gener, 2000     | Socorro              | LINEAR                 |
| 103500 -              | 2000 AE245             | 9 de gener, 2000     | Socorro              | LINEAR                 |